# Európai Filmdíjak 2022
A 35. Európai Filmdíjátadó ünnepséget (35th European Film Awards) 2022. december 10-én rendezték meg Reykjavíkban, a Harpa Konferencia- és Koncertteremben, a Covid19-pandémia miatt 2020-ban elmaradt rendezvény helyett. Az eseményen a 2021. június 1. és 2022. május 31. között hivatalosan bemutatott és az Európai Filmakadémia több mint 4100 tagjának szavazata alapján legjobbnak ítélt európai filmalkotásokat részesítették elismerésben. Az ünnepség házigazdái Ilmur Kristjánsdóttir izlandi színésznő, forgatókönyvíró és politikus, valamint Hugleikur Dagsson előadóművész, író és stand-up komikus voltak.
2022-ben 26 kategóriában osztottak ki díjat:
- 10 művészi kategóriában, a tagok szavazatával;
- 8 kiválóságdíj a technikai kategóriákban, zsűrizéssel;[6][7]
- 5 különdíj;
- 3 közönségdíj.[8]

A díjra jelölt filmek és alkotók listáját 2022. november 8-án hozták nyilvánosságra a Sevillai Európai Filmfesztiválon.
A filmdíjátadó gála legsikeresebb nagyjátékfilmje Ruben Östlund svéd filmrendező A szomorúság háromszöge című vígjáték-drámája volt. Három fontos kategóriában díjazták: az alkotás a legjobb film lett, Östlund a legjobb rendező és a legjobb forgatókönyvíró, főszereplője, Zlatko Burić pedig a legjobb színész.
A díjátadó gála díszvendége volt Elia Suleiman palesztin filmrendező, forgatókönyvíró, producer és színész, aki a „filmművészet iránti lenyűgöző elkötelezettsége elismeréseként” vehette át a legjobb európai teljesítményért járó díjat. Ugyancsak díszvendég volt Margarethe von Trotta német filmrendező, forgatókönyvíró és színésznő, aki a „a film világához való egyedülálló hozzájárulása elismeréseként” vehette át az Európai Filmakadémia életműdíját. A 2020-ban alapított innovatív történetmesélésért díjjal az Európai Filmakadémia az olasz mestert, Marco Bellocchiót tüntette ki, az Esterno notte című, hatrészes minisorozatáért, melyben az Aldo Moro elrablásának és kivégzésének történetét dolgozta fel. A rendezőt szintén díszvendégként hívták meg az izlandi díjátadóra.
A Filmakadémia három filmvígjáték és öt animációs film versenybe emelésével 2022. október 19-én hozta nyilvánosságra a legjobb filmvígjáték és az legjobb animációs film kategóriák jelöltjeit, valamint a szakmai zsűri által kiválasztott rövidfilmek listáját.
Az EFA fiatal közönség díjára (YAA) jelölt három alkotás címét 2022. szeptember 6-án hozták nyilvánosságra. Kiválasztásuk két ütemben történt: az első ütemben öt filmes szakember, valamint négy fiatal néző választott ki nyolc alkotást, amelyek közül egy 13-14 éves, korábban már közönségdíjas szavazáson részt vett diákból álló ötfős zsűri jelölte ki a befutó három filmet. A nyertes alkotásról a november 7. és 13. között szervezett vetítéseken döntöttek 45 ország 12-14 éves nézői. A díjátadó ünnepségre 2022. november 13-án, Erfurtban (Németország) került sor. Az eseményt a YAA honlapján közvetítették.
A zsűrizéssel technikai kiválóságdíjban részesülők névsorát két és fél héttel a díjátadó előtt, 2022. november 23-án hozták nyilvánosságra.
Az Eurimages és az Európai Filmakadémia úgy döntött, hogy 2022-ben kivételesen nem egy személynek, hanem egy népes csoportnak ítélik oda az Európai koprodukciós díjat: támogatásuk kifejezéseként az ukrán filmproducerek megfeszített munkáját ismerik el, amelyet a filmgyártás folyamatosságának fenntartása érdekében végeznek a háborús időszakban. A díjat az akadémiai tagsággal rendelkező, meghívott ukrán producerek vehették át a gálán.
Első alkalommal került átadásra – a Világbank Csoport Film4Climate kampányával együttműködve – az EFA fenntarthatósági díja (Prix Film4Climate), amelyet annak az európai filmnek vagy produkciós cégnek ítélnek oda, amely jelentősen hozzájárul a fenntarthatósághoz. 2022-ben az Európa Tanács „ambiciózus és forradalmi” Európai zöld megállapodás (European Green Deal) elnevezésű programja kapja az elismerést. A díjat – egy izlandi őshonos fát – Ursula von der Leyen a tanács elnöke vehette át jelképesen három európai (egy román, egy svéd és egy izlandi) tizenévestől. A fát a díjátadás után helyben ültették el.
25 ország egy-egy egyetemének hallgatói szavazhatnak az Európai Egyetemi Filmdíjra, amelynek öt alkotásból álló listáját október 6-án közölték.
A december 10-i európai filmdíjátadó gála egyben a jövő évi LUX közönségdíjra jelölt alkotások listájának ismertetésére is alkalmat adott.

## Válogatás

### Nagyjátékfilmek
A nagyjátékfilmek válogatását két részben hozzák nyilvánosságra; az első, 30 filmet tartalmazó listát 2021. augusztus 18-án tették közzé, melyet szeptember 28-án további öt alkotással egészítettek ki.
1. A barlang (Il buco) – rendező: Michelangelo Frammartino
2. A csendes lány (An Cailín Ciúin) – rendező: Colm Bairéad
3. Alcarrás (Alcarràs) – rendező: Carla Simón
4. Áldás (Benediction) – rendező: Terence Davies
5. A szomorúság háromszöge (Triangle of Sadness) – rendező: Ruben Östlund
6. Belfast – rendező: Kenneth Branagh
7. Csajfilm (Tytöt tytöt tytöt) – rendező: Alli Haapasalo
8. Csodálatos teremtmények (Berdreymi)  – rendező: Guðmundur Arnar Guðmundsson
9. Egy anya George W. Bushsal szemben (Rabiye) – rendező: Andreas Dresen
10. Egy szép reggelen (Un beau matin) – rendező: Mia Hansen-Løve
11. Fiú a mennyből (Boy from Heaven) – rendező: Tarik Saleh
12. Fogo Fátuo – rendező: João Pedro Rodrigues
13. Fűző (Corsage) – rendező: Marie Kreutzer
14. Hélène döntése (Plus que jamais) – rendező: Emily Atef
15. Iá (Eo) – rendező: Jerzy Skolimowski
16. Isten földje (Vanskabte Land) – rendező: Hlynur Pálmason
17. Közel (Close) – rendező: Lukas Dhont
18. Maixabel – rendező: Iciar Bollain
19. Mediterrán láz (Mediterranean Fever / حمّى البحر المتوسط) – rendező: Maha Haj
20. Mennem kell (Strahinja Banović) – rendező: Stefan Arsenijević
21. Nosztalgia (Nostalgia) – rendező: Mario Martone
22. Nyolc hegy (Le otto montagne) – rendező: Felix Van Groeningen, Charlotte Vandermeersch
23. Nyugaton a helyzet változatlan (Im Westen nichts Neues) – rendező: Edward Berger
24. Pacifiction (Pacifiction – Tourment sur les îles) – rendező: Albert Serra
25. Párhuzamos anyák (Madres paralelas) – rendező: Pedro Almodóvar
26. Saint-Omer – rendező: Alice Diop
27. Száraz napok Kurak Günler – rendező: Emin Alper     ,
28. Szent pók (Holy Spider) – rendező: Ali Abbasi
29. Szörnyetegek (As bestas) – rendező: Rodrigo Sorogoyen
30. The Souvenir: Part II – rendező: Joanna Hogg
31. Tori és Lokita (Tori et Lokita) – rendező: Jean-Pierre Dardenne, Luc Dardenne
32. Vera – rendező: Tizza Covi és Rainer Frimmel
33. Visszatükröződés (Відблиск) – rendező: Valentin Vaszjanovics
34. Volt egyszer egy nyár (Aftersun) – rendező: Charlotte Wells
35. Women Do Cry – rendező: Mina Mileva, Vesela Kazakova

### Dokumentumfilmek
2022. augusztus 30-án hozták nyilvánosságra a 13 dokumentumfilmet tartalmazó listát, melyet szeptember 28-án további egy alkotással egészítettek ki. E filmek közül szavazással kerülhetnek ki a kategória jelöltjei.
1. A Thousand Fires – rendező: Saeed Taji Farouky
2. Csajbanda (Girl Gang) – rendező: Susanne Regina Meures
3. Három perc – Hosszabbítás (Three Minutes: A Lengthening) – rendező: Bianca Stigter
4. How to Save a Dead Friend – rendező: Marusya Syroechkovskaya
5. Karaoke Paradicsom (Karaokeparatiisi) – rendező: Einari Paakkanen
6. Marcia su Roma – rendező: Mark Cousins
7. Mariupolis 2 – rendező: Mantas Kvedaravičius
8. Mr. Landsbergis – rendező: Szergej Loznica
9. Nelly és Nadine (Nelly & Nadine) – rendező: Magnus Gertten
10. Otthon a romokon (A House Made of Splinters) – rendező: Simon Lereng Wilmont
11. Republic of Silence – rendező: Diana El Jeiroudi
12. Sinjar angyalai (Angels of Sinjar) – rendező: Hanna Polak
13. The Eclipse – rendező: Nataša Urban
14. Történetek az erkélyről (Film balkonowy) – rendező: Pawel Lozinski

### Rövidfilmek
A válogatásba az egyes nevező filmfesztiválok időrendjében érkeznek be a kisfilmek adatai. (Zárójelben a javaslattevő fesztiválok.)
1. 38 – rendező: Joanna Rytel  (Rigai Nemzetközi Filmfesztivál, 2021. október 24.)
2. Affairs of the Art – rendező: Joanna Quinn   (Valladolidi Nemzetközi Rövidfilmfesztivál, 2021. október 30.)
3. Bachelorette Party – rendező: Lola Cambourieu, Yann Berlier  (Szarajevói Filmfesztivál, 2022. augusztus 19.)
4. Buurman Abdi – rendező: Douwe Dijkstra  (Locarnoi Fesztivál, 2022. augusztus 13.)
5. El sembrador de estrellas – rendező: Lois Patiño  (Berlini Nemzetközi Filmfesztivál, 2022. február 20.)
6. Handbook – rendező: Pavel Mozhar  (Go Short – Nijmegeni Nemzetközi Rövidfilmfesztivál, 2022. április 10.)
7. Ice Merchants – rendező: João Gonzalez    (Motovuni Filmfesztivál, 2022. július 30.)
8. La valise rouge – rendező: Cyrus Neshvad  (Tiranai Nemzetközi Filmfesztivál, 2022. szeptember 30.)
9. Le saboteur – rendező: Anssi Kasitonni  (Tamperei Filmfesztivál, 2022. március 13.)
10. L'enfant salamandre – rendező: Théo Degen   (Dramai Nemzetközi Filmfesztivál, 2022. szeptember 17.)
11. Love, Dad – rendező: Diana Cam Van Nguyen   (Krakkói Filmfesztivál, 2022. június 6.)
12. Madrugada – rendező: Leonor Noivo  (Hamburgi Nemzetközi Rövidfilmfesztivál, 2022. június 8.)
13. Memoir of a Veering Storm – rendező: Sofia Georgovassili  (Prizreni DokuFest International Documentary and Short Film Festival, 2022. augusztus 13.)
14. Nagyi szexuális élete (Babičino seksualno življenje) – rendező: Urška Djukič és Émilie Pigeard   (Uppsalai Nemzetközi Rövidfilmfesztivál, 2021. október 31.)
15. Nest – rendező: Hlynur Pálmason   (Odense-i Nemzetközi Filmfesztivál, 2022. szeptember 4.)
16. Severen pol – rendező: Marija Apcevska   (Bilbaói Nemzetközi Dokumentum- és Rövidfilmfesztivál, 2021. november 19.)
17. Otan gelao kleinoun ta matia mou – rendező: Daniel Bolda  (Corki Filmfesztivál, 2021. november 14.)
18. Papini kroszivki (Папинi кросівки) – rendező: Olha Zhurba  (Leuveni Nemzetközi Rövidfilmfesztivál, 2021. december 11.)
19. Potemkinistii – rendező: Douwe Dijkstra  (Curtas Vila do Conde-i Nemzetközi Filmfesztivál, 2022. július 24.)
20. Sekundenarbeiten – rendező: Christiana Perschon  (Oberhauseni Nemzetközi Rövidfilmfesztivál, 2022. május 9.)
21. Snow in September – rendező: Lkhagvadulam Purev-Ochir   (Velencei Nemzetközi Filmfesztivál, 2022. szeptember 11.)
22. Steakhouse – rendező: Špela Čadež    (Fekete Éjszaka Filmfesztivál, Tallin, 2021. november 24.)
23. Techno, Mama – rendező: Saulius Baradinskas  (Ciprusi Nemzetközi Rövidfilmfesztivál, 2021. október 16.)
24. The Bayview – rendező: Daniel Cook  (Clermont-Ferrand-i Nemzetközi Rövidfilmfesztivál, 2022. február 5.)
25. Tornar-se um Homem na Idade Média – rendező: Pedro Neves Marques  (Rotterdami Nemzetközi Rövidfilmfesztivál, 2022. február 6.)
26. Uogos – rendező: Vytautas Katkus  (75. Cannes-i Fesztivál, 2022. május 28.)
27. Urban Solutions – rendező: Arne Hector, Luciana Mazeto, Vinícius Lopes, Minze Tummescheit  (Encounters Nemzetközi Rövidfilmfesztivál, Bristol, 2022. október 2.)
28. Über Wasser – rendező: Jela Hasler  (Winterthuri Nemzetközi Rövidfilmfesztivál, 2021. november 14.)
29. Will My Parents Come to See Me – rendező: Mo Harawe    (VIS Bécsi Nemzetközi Rövidfilmfesztivál), 2022. május 30.)

## Díjazottak és jelöltek
| „Díjazott” – szürkéskék háttérrel   |
| „Jelölt” – világos szürke háttérrel |

### Legjobb film
| Magyar címe             | Eredeti címe        | Rendező        | Ország                                                        |
| ----------------------- | ------------------- | -------------- | ------------------------------------------------------------- |
| A szomorúság háromszöge | Triangle of Sadness | Ruben Östlund  | Svédország · Németország · Franciaország · Egyesült Királyság |
| Alcarrás                | Alcarràs            | Carla Simón    | Spanyolország · Olaszország                                   |
| Fűző                    | Corsage             | Marie Kreutzer | Ausztria · Luxemburg · Németország · Franciaország            |
| Közel                   | Close               | Lukas Dhont    | Belgium · Franciaország · Csehország                          |
| Szent pók               | Holy Spider         | Ali Abbasi     | Dánia · Németország · Svédország · Franciaország              |

### Legjobb vígjáték
| Magyar címe           | Eredeti címe            | Rendező                 | Ország        |
| --------------------- | ----------------------- | ----------------------- | ------------- |
| A jó főnök            | El buen patrón          | Fernando León de Aranoa | Spanyolország |
| –––                   | Cop Secret (Leynilögga) | Hannes Þór Halldórsson  | Izland        |
| Intenzív találkozások | La Fracture             | Catherine Corsini       | Franciaország |

### Az év felfedezettje – FIPRESCI díj
| Magyar címe  | Eredeti címe    | Rendező                                 | Ország                                                        |
| ------------ | --------------- | --------------------------------------- | ------------------------------------------------------------- |
| Parányi test | Piccolo corpo   | Laura Semani                            | Olaszország · Szlovénia · Franciaország                       |
| –––          | Cenzorka        | Peter Kerekes                           | Szlovákia · Csehország · Ukrajna                              |
| –––          | Dalva           | Emmanuelle Nicot                        | Belgium · Franciaország                                       |
| –––          | Inni ludzie     | Aleksandra Terpińska                    | Lengyelország · Franciaország                                 |
| Napfény      | Sonne           | Kurdwin Ayub                            | Ausztria                                                      |
| –––          | Pamfir (Памфір) | Dmitro Mihajlovics Szuholitkij-Szobcsuk | Ukrajna · Franciaország · Lengyelország · Németország · Chile |

### Legjobb dokumentumfilm
| Magyar címe             | Eredeti címe              | Rendező               | Ország                                    |
| ----------------------- | ------------------------- | --------------------- | ----------------------------------------- |
| –––                     | Mariupolis 2              | Mantas Kvedaravičius  | Litvánia · Franciaország · Németország    |
| Csajbanda               | Girl Gang                 | Susanne Regina Meures | Svájc                                     |
| –––                     | Marcia su Roma            | Mark Cousins          | Olaszország                               |
| Otthon a romokon        | A House Made of Splinters | Simon Lereng Wilmont  | Dánia · Svédország · Finnország · Ukrajna |
| Történetek az erkélyről | Film balkonowy            | Pawel Lozinski        | Lengyelország                             |

### Legjobb animációs film
| Magyar címe                      | Eredeti címe                                                  | Rendező                               | Ország                                                     |
| -------------------------------- | ------------------------------------------------------------- | ------------------------------------- | ---------------------------------------------------------- |
| Kutyáknak és olaszoknak tilos!   | Interdit aux chiens et aux Italiens                           | Alain Ughetto                         | Franciaország · Olaszország · Belgium · Svájc · Portugália |
| A kis Nicolas                    | Le petit Nicolas : Qu’est-ce qu’on attend pour être heureux ? | Amandine Fredon és Benjamin Massoubre | Franciaország · Luxemburg                                  |
| –––                              | Knor                                                          | Mascha Halberstad                     | Hollandia · Belgium                                        |
| –––                              | Les Voisins de mes voisins sont mes voisins                   | Anne-Laure Daffis és Léo Marchand     | Franciaország                                              |
| Szerelmi viszonyom a házassággal | My Love Affair with Marriage                                  | Signe Baumane                         | Lettország · Amerikai Egyesült Államok · Luxemburg         |

### Legjobb rövidfilm
| Magyar címe           | Eredeti címe                   | Rendező                        | Ország                                          |
| --------------------- | ------------------------------ | ------------------------------ | ----------------------------------------------- |
| Nagyi szexuális élete | Babičino seksualno življenje   | Urška Djukič és Émilie Pigeard | Szlovénia · Franciaország                       |
| –––                   | Ice Merchants                  | João Gonzalez                  | Portugália · Egyesült Királyság · Franciaország |
| –––                   | Love, Dad                      | Diana Cam Van Nguyen           | Csehország · Szlovákia                          |
| –––                   | Techno, Mama                   | Saulius Baradinskas            | Litvánia                                        |
| –––                   | Will My Parents Come to See Me | Mo Harawe                      | Ausztria · Németország · Szomália               |

### Legjobb rendező
| Nyertesek és jelöltek | Magyar címe             | Eredeti címe        |
| --------------------- | ----------------------- | ------------------- |
| Ruben Östlund         | A szomorúság háromszöge | Triangle of Sadness |
| / Ali Abbasi          | Szent pók               | Holy Spider         |
| Lukas Dhont           | Közel                   | Close               |
| Alice Diop            | Saint Omer              | Saint Omer          |
| Marie Kreutzer        | Fűző                    | Corsage             |
| Jerzy Skolimowski     | Iá                      | EO                  |

### Legjobb színésznő
| Nyertesek és jelöltek | Magyar címe                        | Eredeti címe                     |
| --------------------- | ---------------------------------- | -------------------------------- |
| Vicky Krieps          | Fűző                               | Corsage                          |
| / Zar Amir Ebrahimi   | Szent pók                          | Holy Spider                      |
| Léa Seydoux           | Egy szép reggelen                  | Un beau matin                    |
| Penélope Cruz         | Párhuzamos anyák                   | Madres paralelas                 |
| / Meltem Kaptan       | Egy anya George W. Bushsal szemben | Rabiye Kurnaz vs. George W. Bush |

### Legjobb színész
| Nyertesek és jelöltek | Magyar címe             | Eredeti címe        |
| --------------------- | ----------------------- | ------------------- |
| / Zlatko Burić        | A szomorúság háromszöge | Triangle of Sadness |
| Eden Dambrine         | Közel                   | Close               |
| Pierfrancesco Favino  | Nosztalgia              | Nostalgia           |
| Elliott Crosset Hove  | Isten földje            | Vanskabte Land      |
| Paul Mescal           | Volt egyszer egy nyár   | Aftersun            |

### Legjobb forgatókönyvíró
| Nyertesek és jelöltek            | Magyar címe             | Eredeti címe        |
| -------------------------------- | ----------------------- | ------------------- |
| Ruben Östlund                    | A szomorúság háromszöge | Triangle of Sadness |
| Carla Simón Arnau Vilaró         | Alcarrás                | Alcarràs            |
| Kenneth Branagh                  | Belfast                 | Belfast             |
| Lukas Dhont Angelo Tijssens      | Közel                   | Close               |
| Ali Abbasi Afshin Kamran Bahrami | Szent pók               | Holy Spider         |

### Legjobb operatőr
| Díjazott        | Magyar címe    | Eredeti címe    | Ország   | Megjegyzés |
| --------------- | -------------- | --------------- | -------- | ---------- |
| Kate McCullough | A csendes lány | An Cailín Ciúin | Írország | [ 6 ]      |

### Legjobb vágó
| Díjazott                  | Magyar címe  | Eredeti címe | Ország                                                                              | Megjegyzés |
| ------------------------- | ------------ | ------------ | ----------------------------------------------------------------------------------- | ---------- |
| Özcan Vardar Eytan İpeker | Száraz napok | Kurak Günler | Törökország · Franciaország · Németország · Csehország · Görögország · Horvátország | [ 6 ]      |

### Legjobb látványtervező
| Díjazott | Magyar címe | Eredeti címe | Ország                        | Megjegyzés |
| -------- | ----------- | ------------ | ----------------------------- | ---------- |
| Jim Clay | Belfast     | Belfast      | Egyesült Királyság · Írország | [ 6 ]      |

### Legjobb jelmeztervező
| Díjazott         | Magyar címe | Eredeti címe | Ország                        | Megjegyzés |
| ---------------- | ----------- | ------------ | ----------------------------- | ---------- |
| Charlotte Walter | Belfast     | Belfast      | Egyesült Királyság · Írország | [ 6 ]      |

### Legjobb fodrász- és sminkmester
| Díjazott     | Magyar címe                    | Eredeti címe           | Ország      | Megjegyzés |
| ------------ | ------------------------------ | ---------------------- | ----------- | ---------- |
| Heike Merker | Nyugaton a helyzet változatlan | Im Westen nichts Neues | Németország | [ 6 ]      |

### Legjobb zeneszerző
| Díjazott       | Magyar címe | Eredeti címe | Ország                      | Megjegyzés |
| -------------- | ----------- | ------------ | --------------------------- | ---------- |
| Paweł Mykietyn | Iá          | EO           | Lengyelország · Olaszország | [ 6 ]      |

### Legjobb hangzástervező
| Díjazott                                                                                     | Magyar címe | Eredeti címe | Ország                                    | Megjegyzés |
| -------------------------------------------------------------------------------------------- | ----------- | ------------ | ----------------------------------------- | ---------- |
| Simone Paolo Olivero Paolo Benvenuti Benni Atria Marco Saitta Ansgar Frerich Florian Holzner | A barlang   | Il buco      | Olaszország · Németország · Franciaország | [ 6 ]      |

### Legjobb trükkmester
| Díjazott                                 | Magyar címe                    | Eredeti címe           | Ország      | Megjegyzés |
| ---------------------------------------- | ------------------------------ | ---------------------- | ----------- | ---------- |
| Frank Petzold Viktor Müller Markus Frank | Nyugaton a helyzet változatlan | Im Westen nichts Neues | Németország | [ 6 ]      |

### Legjobb európai teljesítmény a világ filmművészetében
| Díjazott      | Foglalkozás                                     | Alkotás | Ország     | Megjegyzés |
| ------------- | ----------------------------------------------- | ------- | ---------- | ---------- |
| Elia Suleiman | filmrendező, forgatókönyvíró, producer, színész | –––     | Palesztina | [ 11 ]     |

### Európai koprodukciós díj – Prix Eurimages
| Díjazott                          | Foglalkozás                       | Alkotás                           | Ország  | Megjegyzés |
| --------------------------------- | --------------------------------- | --------------------------------- | ------- | ---------- |
| Az ukrán filmproducerek közössége | Az ukrán filmproducerek közössége | Az ukrán filmproducerek közössége | Ukrajna | [ 18 ]     |

### Innovatív történetmesélő
| Díjazott         | Foglalkozás                           | Alkotás       | Ország      | Megjegyzés |
| ---------------- | ------------------------------------- | ------------- | ----------- | ---------- |
| Marco Bellocchio | filmrendező, forgatókönyvíró, színész | Esterno notte | Olaszország | [ 13 ]     |

### Az Európai Filmakadémia életműdíja
| Díjazott              | Foglalkozás                  | Alkotás | Ország      | Megjegyzés |
| --------------------- | ---------------------------- | ------- | ----------- | ---------- |
| Margarethe von Trotta | filmrendező, forgatókönyvíró | –––     | Németország | [ 12 ]     |

### Európai fenntarthatósági díj – Prix Film4Climate
| Díjazott                                                        | Foglalkozás                                                     | Alkotás                                                         | Ország       | Megjegyzés |
| --------------------------------------------------------------- | --------------------------------------------------------------- | --------------------------------------------------------------- | ------------ | ---------- |
| Az Európa Tanács Európai zöld megállapodás elnevezésű programja | Az Európa Tanács Európai zöld megállapodás elnevezésű programja | Az Európa Tanács Európai zöld megállapodás elnevezésű programja | Európai Unió | [ 19 ]     |

### LUX közönségdíj
A 2021. december 8-án kiválasztott és a 34. filmdíjgálán nyilvánosságra hozott három jelölt alkotást az Európai Unió 24 hivatalos nyelvén feliratozták, majd az Unió artmozijaiban népszerűsítették és vetítették. Az uniós polgárok 2021. december 12-től szavazhattak e filmekre 2022. május 25-ig. A győztes alkotást 2022. június 8-án hirdették ki az Európai Parlament strasbourgi plenáris ülésén.
| Magyar címe      | Eredeti címe     | Rendező               | Ország |
| ---------------- | ---------------- | --------------------- | --- |
| Quo vadis, Aida? | Quo vadis, Aida? | Jasmila Žbanić        | Bosznia-Hercegovina · Ausztria · Hollandia · Franciaország · Lengyelország · Norvégia · Németország · Románia · Törökország |
| Menekülés        | Flee             | Jonas Poher Rasmussen | Dánia · Franciaország · Svédország · Norvégia                                                                               |
| Nagy szabadság   | Große Freiheit   | Sebastian Meise       | Ausztria · Németország |

### Európai Filmakadémia fiatal közönség díja
| Magyar címe           | Eredeti címe                | Rendező      | Ország        |
| --------------------- | --------------------------- | ------------ | ------------- |
| –––                   | Animal                      | Cyril Dion   | Franciaország |
| A stand up királynője | Comedy Queen                | Sanna Lenken | Svédország    |
| –––                   | Träume sind wie wilde Tiger | Lars Motag   | Németország   |

## Európai Egyetemi Filmdíj
Az Európai Filmakadémia (EFA) és a Hamburgi Filmfesztivál (Filmfest Hamburg) által közösen alapított díj jelöltjeit 2022. október 7-én hozták nyilvánosságra. 2022-ben 25 európa egyetem – köztük a Budapesti Metropolitan Egyetem – hallgatóinak szavazatai alapján ítélik oda az európai filmdíjak sorába szorosan nem tartozó elismerést. A nyertes alkotást az egyetemek egy-egy küldöttjének december eleji háromnapos találkozóján választották ki; az eredményt december 9-én tették közzé.
| Magyar címe             | Eredeti címe        | Rendező           | Ország                                                        |
| ----------------------- | ------------------- | ----------------- | ------------------------------------------------------------- |
| Iá                      | Eo                  | Jerzy Skolimowski | Lengyelország · Olaszország                                   |
| Alcarrás                | Alcarràs            | Carla Simón       | Spanyolország · Olaszország                                   |
| A szomorúság háromszöge | Triangle of Sadness | Ruben Östlund     | Svédország · Németország · Franciaország · Egyesült Királyság |
| Közel                   | Close               | Lukas Dhont       | Belgium · Franciaország · Csehország                          |
| –––                     | The Eclipse         | Nataša Urban      | Norvégia                                                      |